# 头孢匹胺
头孢匹胺也称为“头孢吡胺”“头孢吡四唑”或“甲吡唑头孢菌素”，是一种第三代头孢菌素。此抗生素对革兰氏阳性菌（包括葡萄球菌、链球菌、消化球菌等）具有很强的抗菌作用，对绿脓杆菌等革兰氏阴性杆菌也有较强的作用。头孢匹胺对β－内酰胺酶稳定。